# 南京户外展
南京户外展（Nanjing Outdoor），作为欧洲户外展（EURO OUTDOOR）在亚洲区域的唯一分展会，2006年起每年夏天7月在江苏省南京市举行，又称为亚洲户外展（但日本品牌一般参加欧洲户外展和盐湖城户外展，很少参加南京户外展）。其前身是2005年的上海户外展。